# Ветчинкин (лунный кратер)
Кратер Ветчинкин (лат. Vetchinkin) — древний большой ударный кратер на обратной стороне Луны. Название присвоено в честь советского учёного-механика Владимира Петровича Ветчинкина (1888—1950) и утверждено Международным астрономическим союзом в 1970 г. Образование кратера относится к донектарскому периоду.

## Описание кратера
Ближайшими соседями кратера являются кратер Оствальд на западе, кратер Мещерский на северо-западе, кратер Хофмейстер на северо-востоке, огромный кратер Менделеев на востоке-юго-востоке, кратеры Грин и Гартман на юге-юго-востоке, кратер Морозов на юге-юго-западе и кратер Ибн Фирнас на западе-юго-западе. Селенографические координаты центра кратера 9°46′ с. ш. 131°05′ в. д. / 9,77° с. ш. 131,08° в. д., диаметр 94,3 км, глубина 2,85 км.
За время своего существования кратер значительно разрушен, вал перекрыт многочисленными небольшими кратерами и практически полностью разрушен. Юго-восточную часть вала перекрывает сателлитный кратер Ветчинкин К (см. ниже), южную — сателлитный кратер Ветчинкин Q. Высота вала кратера над окружающей местностью 1470 м, объем кратера составляет приблизительно 9500 км³. Дно чаши испещрено множеством кратеров различного размера и слабо отличается от окружающей кратер местности.

## Сателлитные кратеры
| Ветчинкин | Координаты                                            | Диаметр, км |
| --------- | ----------------------------------------------------- | ----------- |
| F         | 9°32′ с. ш. 134°08′ в. д. / 9,54° с. ш. 134,14° в. д. | 30,8        |
| K         | 9°03′ с. ш. 132°32′ в. д. / 9,05° с. ш. 132,53° в. д. | 23,1        |
| P         | 7°04′ с. ш. 130°34′ в. д. / 7,07° с. ш. 130,57° в. д. | 15,0        |
| Q         | 9°08′ с. ш. 130°52′ в. д. / 9,14° с. ш. 130,87° в. д. | 23,5        |

- Образование сателлитного кратера Ветчинкин F относится к позднеимбрийскому периоду[1].